# Sylvania (Ohio)
Sylvania is een plaats (city) in de Amerikaanse staat Ohio, en valt bestuurlijk gezien onder Lucas County.

## Demografie
Bij de volkstelling in 2000 werd het aantal inwoners vastgesteld op 18.670.
In 2006 is het aantal inwoners door het United States Census Bureau geschat op 19.109, een stijging van 439 (2.4%).

## Geografie
Volgens het United States Census Bureau beslaat de plaats een oppervlakte van
15,1 km², waarvan 15,0 km² land en 0,1 km² water. Sylvania ligt op ongeveer 191 m boven zeeniveau.

## Plaatsen in de nabije omgeving
De onderstaande figuur toont nabijgelegen plaatsen in een straal van 12 km rond Sylvania.

## Geboren
- Afton Williamson (1984), actrice